# مطار أزماييل الدولي
مطار أزماييل الدولي (بالأوكرانية: Міжнародний аеропорт Ізмаїл) و (بالإنجليزية: Izmail International Airport)‏ (إياتا: IZL، إيكاو: UKOI) يقع المطار الدولي على بعد 4.5 كم شمال مدينة ايزماييل التابعة اداريا لمقاطفة أوديسا الساحلية جنوب أوكرانيا

## معلومات عن المطار
افتتح في عام 1944. تم استخدامه لأول مرة من قبل حرس الحدود ثم من قبل القوات البحرية. تم تشغيل مطار إزميل المدني عام 1964

## روابط خارجية
- Izmail International Airport
- حول مطار ايزماييل الدولي